# Асимптотически эквивалентные системы

## Определение
Асимптотически эквивалентными системами называются системы дифференциальных уравнений
{\displaystyle {\frac {dx}{dt}}=f(t,x)\quad (1)}
и
{\displaystyle {\frac {dy}{dt}}=g(t,y)\quad (2)}
если между их решениями {\displaystyle x(t)} и {\displaystyle y(t)} можно установить взаимно однозначное соответствие такое, что
{\displaystyle \lim \limits _{t\to \infty }[x(t)-y(t)]=0.\quad (3)}

## Признак асимптотической эквивалентности

### Теорема Левинсона[1]
Пусть решения системы
{\displaystyle {\frac {dx}{dt}}=Ax,\quad (4)}
где {\displaystyle A} — постоянная {\displaystyle (n\times n)}-матрица, ограничены на {\displaystyle [0,\infty )}.
Тогда система
{\displaystyle {\frac {dy}{dt}}=[A+B(t)]y},
где {\displaystyle B(t)\in C[0,\infty )}и
{\displaystyle \int _{0}^{\infty }\lVert B(t)\rVert \,dt<\infty }
асимптотически эквивалентна системе {\displaystyle \quad (4)}.
В представленной выше формуле {\displaystyle \lVert \cdot \rVert } обозначает норму матрицы.